# Markus Ziesche
Markus Ziesche (* 9. März 1987 in Berlin) ist ein deutscher Eishockeyspieler, der zuletzt bis 2011 bei den Dresdner Eislöwen in der 2. Bundesliga unter Vertrag stand.

## Karriere
Markus Ziesche begann seine Karriere als Eishockeyspieler in seiner Heimatstadt in der Nachwuchsabteilung der Eisbären Juniors Berlin, für die er in der Saison 2002/03 erstmals in der Deutschen Nachwuchsliga aktiv war. Anschließend verbrachte der Angreifer ein Jahr beim kanadischen Juniorenteam Winnipeg Wild, ehe er während einer weiteren Spielzeit für die Eisbären Juniors Berlin in der DNL spielte. Parallel bestritt er in der Saison 2004/05 seine ersten drei Spiele in der Oberliga für die erste Mannschaft der Eisbären Juniors, in der er in den folgenden drei Jahren Stammspieler war. 
Zur Saison 2008/09 wechselte Ziesche zu den Lausitzer Füchsen, für deren Profimannschaft er in der 2. Bundesliga in 39 Spielen drei Tore vorbereitete. Am Saisonende verließ er den Verein und schloss sich dem Ligarivalen Dresdner Eislöwen an, für den er bis 2011 spielte. 

## 2. Bundesliga-Statistik
(Stand: Ende der Saison 2010/11)